# روث مادلي
روث ميدلي (ولدت في 4 أغسطس / آب 1987)، ممثلة بريطانية معروفة بأدوارها في سنوات وسنوات، ذا روك، ودكتور هو. وُلدت وهي تعاني من السنسنة المشقوقة، وعملت مع منظمة ويز-كيدز الخيرية طوال معظم حياتها. تم ترشيحها لجائزة بافتا التلفزيونية عام 2016 عن عملها في فيلم لا تأخذ طفلي.
وُلدت ميدلي في ويستهوثونغ، وتم تشخيص حالتها بالسنسنة المشقوقة قبل ستة أسابيع من ولادتها. لديها أخت أكبر اسمها ليز. كان والدها يعمل في خدمات العملاء وكانت والدتها ممرضة. عندما كانت ميدلي تبلغ من العمر 5 سنوات، وفرت منظمة ويز-كيدز تمويلاً لكرسي متحرك مخصص لها.
تطوعت ميدلي بنشاط مع ويز-كيدز طوال طفولتها وكانت جزءاً من لجنة الشباب كيدز بورد. كجزء من عملها مع ويز-كيدز، زارت في عمر 13 عامًا شيري بلاير في 10 داونينغ ستريت لمناقشة جمع التبرعات وزيادة الوعي. وفي عمر 14 عامًا، تلقت كرسيًا متحركًا آخر من المنظمة.
في عمر 13 عامًا، وأثناء دراستها في مدرسة ماونت سانت جوزيف في فارنوورث، حصلت على جائزة الأميرّة ديانا التذكارية للشباب. في عام 2004، عندما كانت تبلغ 17 عامًا، حصلت على أول جائزة بطل المجتمع من نادي بولتون واندررز.
حضرت ميدلي كلية ثورنلي سالسيان، ثم درست اللغة الإنجليزية والكتابة الإبداعية مع تركيز على كتابة السيناريو في جامعة إدج هيل، وتخرجت بدرجة امتياز من الدرجة الأولى.
في عام 2012، كتبت ميدلي وبطلت في فيلم تلفزيوني من إنتاج لايم بيكتشرز بعنوان سكريمز. وقد قامت بعدة أدوار مساندة في التلفزيون، بما في ذلك فريش ميت وذا ليفل.
لعبت دور آنا في فيلم لا تأخذ طفلي التلفزيوني عام 2015، الذي يوثق صراع زوجين من ذوي الإعاقة لمنع أخذ طفلهما، وتم ترشيحها لجائزة بافتا أفضل ممثلة عن أدائها. في العام التالي، أدرجت ضمن 18 بريطانيًا صاعدًا في جوائز بافتا. في وقت التصوير، كانت ميدلي تعمل في جمع التبرعات لدى ويز-كيدز. عادت إلى الوظيفة بعد فوزها بجائزة بافتا، معتقدة أنه لن تكون هناك أدوار كافية للممثلات ذوات الإعاقة لبناء مسيرة في التمثيل.
في سلسلة بي بي سي وإتش بي أو المصغرة "سنوات وسنوات" لعام 2019 من تأليف راسل تي ديفيز، لعبت ميدلي دور روزي ليونز. لم يكن دور روزي مكتوبًا أصلاً لشخص يستخدم كرسيًا متحركًا، لكن بعد اختبار الأداء، قرر ديفيز العمل مع ميدلي لإعادة صياغة الدور ليتناسب مع السنسنة المشقوقة التي تعاني منها. أخذت ميدلي إجازة لمدة ستة أشهر من عملها في ويز-كيدز لتصوير الدور. وعندما حاولت العودة إلى العمل، وجدت أنها حصلت على دور تمثيلي آخر. طلبت من مديرها تمديد الإجازة لكنه طمأنها أن الإجازة لم تعد ضرورية لأنها "ممثلة الآن".
أيضًا في عام 2019، لعبت دور إنغريد وودهوس في التكييف التلفزيوني لرواية ذا روك لدانيل أومالي.
في عام 2019، وقعت ميدلي على رسالة مفتوحة تحث المسؤولين في هوليوود على تطبيع الإعاقة من خلال اختيار ممثلين ذوي إعاقة لتأدية أدوار شخصيات معاقة. في عام 2020، ظهرت في الحلقة الخاصة بعيد الميلاد من برنامج هل سأكذب عليك؟ وظهرت في برنامج كريب تايلز لماط فريزر، وهو مجموعة من المونولوجات حول الإعاقة. في عام 2021، شاركت في برنامج أفضل طباخ منزلي للمشاهير ولعبت دور ثروات في التكييف التلفزيوني لرواية ديستوورلد لتيري براتشيت بعنوان ذا واتش.
في عام 2021، تم اختيارها للمشاركة في مسلسل الكوميديا ذا كلينر على بي بي سي وان، ولعبت دور باربرا ليسيكي في الدراما التي عرضت على بي بي سي تو عام 2022 بعنوان ثم التقت باربرا آلان. كما ظهرت في فيلم ذا ألومند آند ذا سيهورس لتوم ستيرن وسيلين جونز، المستوحى من مسرحية كايت أورايلي التي تحمل نفس الاسم.
كان أول دور مسرحي لميدلي في مسرحية ذا جرييتست ويلث في أولد فيك عام 2018. تألفت المسرحية من سبعة مونولوجات وقدمّت احتفالاً بالذكرى السبعين لخدمات الصحة الوطنية. كان مونولوج ميدلي بعنوان "الاختيار والسيطرة" من تأليف ماتيلدا إيبيني. في أواخر 2019 وأوائل 2020، لعبت دور باربرا "باك" باكينغهام في مسرحية تينيج ديك في دونمار وارهوس من إخراج مايكل لونجهيرست. المسرحية، التي كتبها مايك لو، استوحت من مسرحية شكسبير ريتشارد الثالث. شخصية باك كانت مستندة إلى شخصية دوق باكينغهام وقد كتبت صراحة لتلعب من قبل ممثل معاق.
في أيلول 2021، أعلن أنها ستشارك إلى جانب كولين بيكر وبوني لانغفورد في دراما صوتية لدكتور هو من إنتاج بيغ فينش بدور رفيقة جديدة للدكتور السادس، عالمة الأحياء البحرية هيبي هاريسون. تم إصدار مجموعة القصص بعنوان مغامرات الدكتور السادس: عوالم المياه في أيار 2022. كما تم اختيارها لتجسيد دور شيرلي آن بينغهام في حلقات خاصة من مسلسل الدكتور هو لعام 2023، التي كتبها ديفيز بعد عودته كمدير العرض.
ظهرت ميدلي ورُبين رويتر في فيلم وثائقي من قناة 4 حول الإعاقة والإجهاض بعنوان الإعاقة والإجهاض: الخيار الأصعب. تم عرض الفيلم الوثائقي في آب 2022.

## الحياة الشخصية
تواصل ميدلي عملها مع منظمة ويز-كيدز كجامعة تبرعات، وفي عام 2019 تم الاعتراف بها كراعية للمنظمة.
هي مع شريكها جو منذ عام 2012 وتزوجا في عام 2024. يعرف الاثنان بعضهما البعض منذ أن كانا صغيرين. وهي من مشجعي نادي بولتون واندررز لكرة القدم.

## قائمة الأفلام
| السنة | العنوان                       | الدور     | الملاحظات   |
| ----- | ----------------------------- | --------- | ----------- |
| 2018  | رماد                          | إريكا     | أفلام قصيرة |
| 2020  | المملكة غير المؤكدة: الواقعية | بيلا      |             |
| 2021  | كانفاس 5                      | روث بيترج |             |
| 2022  | اللوزة والحصان البحري         | جيني      |             |

### برامج التلفزة
| السنة        | العنوان                         | الدور                   | الملاحظات                                                                                   |
| ------------ | ------------------------------- | ----------------------- | ------------------------------------------------------------------------------------------- |
| ٢٠٠٩         | تحقيقات نصف القمر               | فران                    | الموسم ١، الحلقة ٨: "مذكرة مرضية"                                                           |
| ٢٠١١         | فريش ميت                        | سال                     | الموسم ١، الحلقة ٥                                                                          |
| ٢٠١٢         | سكريمز                          | جاك                     | فيلم تلفزيوني                                                                               |
| ٢٠١٥         | لا تأخذ طفلي                    | آنا واتسون              | فيلم تلفزيوني                                                                               |
| ٢٠١٦         | أوتنامبرد                       | جيل                     | الموسم ٥، الحلقة ٧: "حلقة خاصة بعيد الميلاد ٢٠١٦"                                           |
| ٢٠١٦         | ذا ليفل                         | جولي                    | الموسم ١، الحلقات ١–٦                                                                       |
| ٢٠١٧         | استيلاء إدريس                   | جانين                   | الموسم ١، الحلقات ١١ و ١٢: "خمسة بخمسة: لوكاس" و "خمسة بخمسة: جانين"                        |
| ٢٠١٧         | كولد فيت                        | ترايسي ماكهاري          | الموسم ٧، الحلقات ١–٤ و ٧                                                                   |
| ٢٠١٧         | كاتي                            | هيلين                   | الموسم ١، الحلقات ٢ و ٣: "عجلات" و "أجنحة"                                                  |
| ٢٠١٨         | هورايزن                         | هي نفسها                | مسلسل وثائقي، الحلقة: "السنسنة المشقوقة وأنا"                                               |
| ٢٠١٩         | بريكست: الحرب غير المدنية       | داعمة الإجازة           | فيلم تلفزيوني                                                                               |
| ٢٠١٩         | بيور                            | آبي                     | الموسم ١، الحلقة ٦                                                                          |
| ٢٠١٩         | سنوات وسنوات                    | روزي ليونز              | مسلسل مصغر، الحلقات ١–٦                                                                     |
| ٢٠١٩         | ذا روك                          | إنغريد وودهوس           | الموسم ١، الحلقات ١–٨                                                                       |
| ٢٠١٩         | الحادث                          | لورا تاكر               | الموسم ١، الحلقات ٢–٤                                                                       |
| ٢٠٢٠         | هل سأكذب عليك؟                  | هي نفسها                | الموسم ٢، الحلقة ٦                                                                          |
| ٢٠٢٠         | العبقري المشهور                 | هي نفسها                | الموسم ١٤، الحلقة: "في عيد الميلاد"                                                         |
| ٢٠٢٠         | غداء الأحد                      | هي نفسها                | الموسم ١٨، الحلقة ٨                                                                         |
| ٢٠٢٠         | كريب تايلز                      | سو                      | الموسم ٩، الحلقة ١٥                                                                         |
| ٢٠٢٠–٢٠٢١    | ذا واتش                         | ثروات ديبلر             | الموسم ١، الحلقات ١ و ٣: "تجربة أداء" و "صندوق الرعد"                                       |
| ٢٠٢١         | أفضل طباخ منزلي للمشاهير        | هي نفسها - متسابقة      | الموسم ١، الحلقات ١ و ٥ و ٨                                                                 |
| ٢٠٢١         | ذا لاست ليج                     | هي نفسها - ضيفة         | الموسم ١، الحلقات ١–٣                                                                       |
| ٢٠٢١         | ذا كلينر                        | هيلينا                  | الموسم ٢٣، الحلقة ١٣؛ الموسم ٢٤، الحلقات ٤ و ١٢ ("حلقة خاصة بعيد الميلاد")                  |
| ٢٠٢٢         | ثم التقت باربرا آلان            | باربرا ليسيكي           | الموسم ١، الحلقة ٣: "الجارة"                                                                |
| ٢٠٢٢         | الإعاقة والإجهاض: الخيار الأصعب | هي نفسها - مقدمة        | فيلم تلفزيوني                                                                               |
| ٢٠٢٢–٢٠٢٣    | براسيك                          | كلارا ماري              | وثائقي                                                                                      |
| ٢٠٢٣         | الظل الطويل                     | ضابطة الشرطة جودي ووميك | الموسم ٤، الحلقة ٤: "حديقة حيوانات غريبة"؛ الموسم ٥، الحلقة ٥: "صائد الجرذان"               |
| ٢٠٢٣         | البوتيك الفريد                  | هي نفسها - راوية        | مسلسل مصغر، الحلقة ٢                                                                        |
| ٢٠٢٣         | غداء الأحد                      | هي نفسها - ضيفة         | الموسم ١، الحلقات ١–٤                                                                       |
| ٢٠٢٣؛ ٢٠٢٥   | دكتور هو                        | شيرلي آن بينغهام        | الموسم ١٢، الحلقة ٤٣                                                                        |
| ٢٠٢٤         | روبيكيتس سمارت تي في            | هي نفسها                | دور متكرر. حلقات خاصة ٢٠٢٣، الموسم ١٥                                                       |
| ٢٠٢٤         | رينيغيد نيل                     | السيدة ميلر             | الموسم ١، الحلقة ٦                                                                          |
| ٢٠٢٤         | نايتسليبر                       | كريسي دولان             | الموسم ١، الحلقة ٧: "توقف عن طباعة هذه الهراء"                                              |
| ٢٠٢٤         | لعبة الكلمات الشهيرة للمشاهير   | هي نفسها                | مسلسل مصغر، الحلقات ١–٦                                                                     |
| سيتم التأكيد | الحرب بين الأرض والبحر          | شيرلي آن بينغهام        | الموسم ٩، الحلقة ٩: "كريس بيسون، أردال أوهانلون وروث ميدلي" مرحلة ما قبل الإنتاج. دور رئيسي |
| ٢٠٢٥         | بلانكيتي بلانك                  | هي نفسها                | الموسم ٤، الحلقة ٦                                                                          |

### المسرح
- 2018: قام بأداء مونولوج "الاختيار والتحكم" في The Greatest Wealth . [22] [23] [24]
- 2019–2020: باربرا "باك" باكنغهام في فيلم Teenage Dick . [25] [26]

## الجوائز
| سنة  | جائزة                   | فئة                           | عمل | نتيجة  | الحكام |
| ---- | ----------------------- | ----------------------------- | --- | ------ | ------ |
| 2016 | جوائز بافتا التلفزيونية | أفضل ممثلة                    | style="background: #FFCCCC; color: black; vertical-align: middle; text-align: center; " class="no table-no2"\|رُشِّح   | [ 27 ] |        |
| 2022 | جوائز 's المتميزين      | جائزة صانع التغيير لهذا العام | style="background: #99FF99; color: black; vertical-align: middle; text-align: center; " class="yes table-yes2"\|فوز | [ 28 ] |        |

## روابط خارجية
- روث مادلي في قاعدة بيانات الأفلام على الإنترنت